# Катастрофа Bristol Britannia под Инсбруком
Катастрофа Bristol Britannia под Инсбруком — крупная авиационная катастрофа, произошедшая 29 февраля 1964 года. Авиалайнер Bristol 175 Britannia 312 авиакомпании British Eagle International выполнял регулярный рейс EG802/6 по маршруту Лондон—Инсбрук, но при заходе на посадку в пункте назначения врезался в гору Глунгецер. Погибли все находившиеся на его борту 83 человека — 75 пассажиров и 8 членов экипажа.
На 2022 год остаётся крупнейшей (по числу погибших) в истории Австрии.

## Самолёт
Bristol 175 Britannia 312 (регистрационный номер G-AOVO, серийный 13423) был выпущен в 1958 году (первый полёт совершил 3 июля). 17 января 1964 года был передан авиакомпании British Eagle International, в которой получил имя Bonaventure. На день катастрофы налетал 13 423 часа.

## Экипаж и пассажиры
Состав экипажа рейса 802/6 был таким:
- Командир воздушного судна (КВС) — Э. У. Уильямс (англ. E. W. Williams). Налетал 10 290 часов, 3320 из них на Bristol Britannia.
- Второй пилот — М. М. Дэвисон (англ. M. M. Davison). Налетал 14 073 часа, 303 из них на Bristol Britannia.
- Бортинженер — А. Русин (англ. A. Rusin).
- Стюардессы:
  - К. Крейги-Халкетт (англ. C. Craigie-Halkett),
  - С. Фрейзер (англ. S. Fraser),
  - Л. Дэйл (англ. L. Dale),
  - Дж. Смит (англ. J. Smith),
  - М. Стюарт-Смит (англ. M. Stuart-Smith).

| Гражданство    | Пассажиры | Экипаж | Всего |
| -------------- | --------- | ------ | ----- |
| Великобритания | 73        | 8      | 81    |
| Австрия        | 1         | 0      | 1     |
| Канада         | 1         | 0      | 1     |
| Всего          | 75        | 8      | 83    |

## Хронология событий

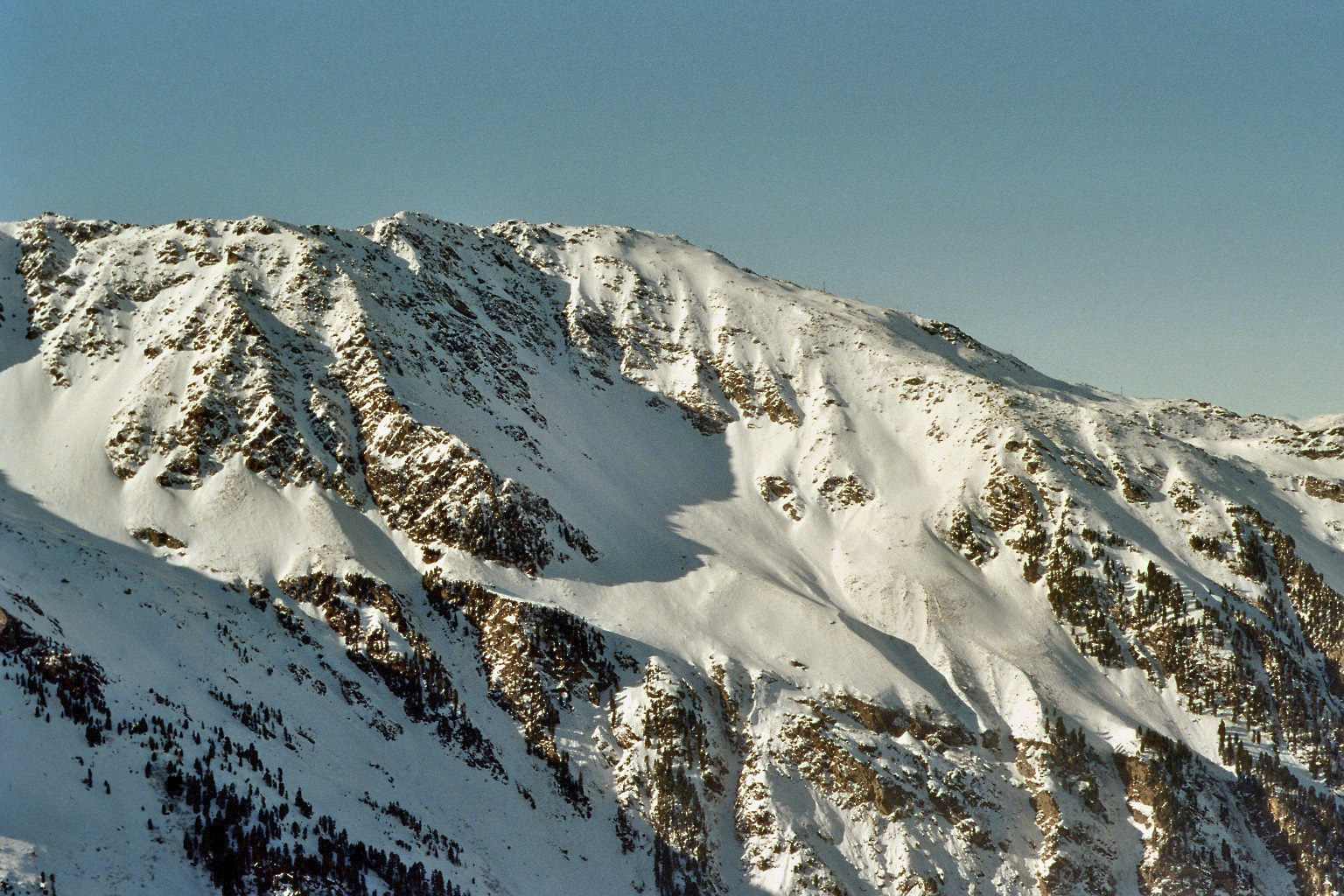
Гора Глунгецер

Рейс EG802/6 вылетел из Лондона в 12:14 и взял курс на Инсбрук. Примерно в 13:35 экипаж связался с авиадиспетчером Мюнхена. 9 минут спустя (в 13:44) пилоты рейса 802/6 начали заход на посадку в аэропорт визуально, так как в Инсбруке не было необходимого оборудования для посадки по приборам. Облака находились невысоко над землёй; кроме того, шёл небольшой снегопад.
В 14:12 пилоты сообщили, что они находятся на высоте 3000 метров; это был последнее радиосообщение с борта рейса 802/6. Через 2 минуты (в 14:14) рейс EG802/6 врезался в восточный склон горы Глунгецер на высоте примерно 2600 метров над уровнем моря и полностью разрушился. Все 83 человека на его борту погибли.
Катастрофа привела к возникновению снежной лавины. Из-за плохих погодных условий место катастрофы было обнаружено только на следующий день. Извлечению тел погибших и обломков лайнера мешало местоположение места катастрофы, добраться до которого можно было только на вертолёте.
Катастрофа рейса British Eagle International-802/6 стало худшей авиационной катастрофой в истории Австрии.

## Расследование
Британское правительство выразило протест, когда австрийские власти опубликовали предварительный отчёт через 3 дня после катастрофы, когда расследование едва успело начаться. Журнал «BALPA» раскритиковал заявление аэропорта Инсбрука о том, что его оборудование работало исправно и его отказ не стал причиной катастрофы.
В итоге расследование пришло к выводу, что пилоты рейса 802/6 намеренно снизились ниже минимальной безопасной высоты 3400 метров в попытке снизиться ниже уровня облаков. Непосредственно перед катастрофой экипаж летел без визуального контакта с землёй, что являлось нарушением правил аэропорта Инсбрука.